# Lewis-Kliff
Das Lewis-Kliff ist ein rund 20 km langes und unregelmäßig geformtes Kliff in der antarktischen Ross Dependency. Es erstreckt sich südlich des Mount Achernar an der Westflanke des Walcott-Firnfelds. 
Das Advisory Committee on Antarctic Names benannte es 1966 nach Richard E. Lewis, einem Flugzeugelektrotechniker der United States Navy bei der Operation Deep Freeze von 1956 bis 1957.